# Золотой глобус (премия, 2018)
75-я церемония вручения наград премии «Золотой глобус»

7 января 2018 года
Лучший фильм (драма): 

«Три билборда на границе Эббинга, Миссури»
Лучший фильм (комедия или мюзикл): 

«Леди Бёрд»
Лучший сериал (драма): 

«Рассказ служанки»
Лучший сериал (комедия или мюзикл): 

«Удивительная миссис Мейзел»
Лучший мини-сериал или телефильм: 

«Большая маленькая ложь»
‹ 74-я Церемонии вручения 76-я ›
75-я церемония вручения наград премии «Золотой глобус» за заслуги в области кинематографа и телевидения за 2017 год состоялась 7 января 2018 года в отеле Беверли-Хилтон (Беверли-Хиллз, Лос-Анджелес, Калифорния). Номинанты были объявлены 11 декабря 2017 года. Церемония транслировалась в прямом эфире на канале NBC, её ведущим впервые выступил комик Сет Майерс.
Гости и участники шоу пришли на церемонию в костюмах и платьях чёрного цвета. Таким образом они присоединились к движению «Время вышло» (Time's Up), направленному на защиту от сексуальных домогательств и дискриминации в киноиндустрии. В речах победителей не обходились без упоминания скандала, потрясшего Голливуд осенью 2017 года.
Почётная премия имени Сесиля Б. Де Милля за жизненные достижения в области кинематографа была вручена телеведущей и актрисе Опре Уинфри. При получении награды Уинфри выступила с речью, в которой рассказала о борьбе женщин за свои права, также она отметила, что самое мощное оружие — правда. Многие СМИ расценили её речь как подготовку к предвыборной кампании в 2020 году.
Наибольшее число наград в этом году получила картина Мартина Макдонаха — «Три билборда на границе Эббинга, Миссури», взявшая призы в четырёх номинациях: за лучший драматический фильм, женскую роль в драматическом фильме (Фрэнсис Макдорманд), мужскую роль второго плана (Сэм Рокуэлл) и лучший сценарий (Мартин Макдонах). Награды за лучшую режиссуру был удостоен Гильермо дель Торо, снявший фэнтези «Форма воды», получившую также вторую награду за лучшую музыку (Александр Деспла). Лучшим драматическим актёром был признан Гэри Олдмен, сыгравший роль Уинстона Черчилля в историческом байопике «Тёмные времена». Приз в категории «Лучший фильм — комедия или мюзикл» достался ленте «Леди Бёрд», отмеченной также наградой за женскую роль в комедии или мюзикле (Сирша Ронан).
В телевизионных категориях больше других собрал призов драматический сериал «Большая маленькая ложь», забравший 4 награды из 6 номинаций.

## Список лауреатов и номинантов
• Победители выделены отдельным цветом. 

### Игровое кино
Количество наград/номинаций:
- 2/7: «Форма воды»
- 4/6: «Три билборда на границе Эббинга, Миссури»
- 0/6: «Секретное досье»
- 2/4: «Леди Бёрд»
- 1/3: «Величайший шоумен» / «Тоня против всех»
- 0/3: «Все деньги мира» / «Зови меня своим именем» / «Дюнкерк»
- 1/2: «Тайна Коко» / «Горе-творец»
- 0/2: «Битва полов» / «Фердинанд» / «Прочь» / «Большая игра» / «Ферма „Мадбаунд“» / «Призрачная нить»
- 1/1: «Тёмные времена» / «На пределе»

| Категории                             | Лауреаты и номинанты                                                                                         | Лауреаты и номинанты                                                                     |
| ------------------------------------- | --- | ---------------------------------------------------------------------------------------- |
| Лучший фильм — драма                  | • Три билборда на границе Эббинга, Миссури / Three Billboards Outside Ebbing, Missouri                       | • Три билборда на границе Эббинга, Миссури / Three Billboards Outside Ebbing, Missouri   |
| Лучший фильм — драма                  | • Зови меня своим именем / Call Me by Your Name                                                              |                                                                                          |
| Лучший фильм — драма                  | • Дюнкерк / Dunkirk                                                                                          |                                                                                          |
| Лучший фильм — драма                  | • Секретное досье / The Post                                                                                 |                                                                                          |
| Лучший фильм — драма                  | • Форма воды / The Shape of Water                                                                            |                                                                                          |
| Лучший фильм — комедия или мюзикл     | • Леди Бёрд / Lady Bird                                                                                      | • Леди Бёрд / Lady Bird                                                                  |
| Лучший фильм — комедия или мюзикл     | • Горе-творец / The Disaster Artist                                                                          |                                                                                          |
| Лучший фильм — комедия или мюзикл     | • Прочь / Get Out                                                                                            |                                                                                          |
| Лучший фильм — комедия или мюзикл     | • Величайший шоумен / The Greatest Showman                                                                   |                                                                                          |
| Лучший фильм — комедия или мюзикл     | • Тоня против всех / I, Tonya                                                                                |                                                                                          |
| Лучшая режиссура                      | | • Гильермо дель Торо — «Форма воды»                                                      |
| Лучшая режиссура                      | • Мартин Макдонах — «Три билборда на границе Эббинга, Миссури»                                               |                                                                                          |
| Лучшая режиссура                      | • Кристофер Нолан — «Дюнкерк»                                                                                |                                                                                          |
| Лучшая режиссура                      | • Ридли Скотт — «Все деньги мира»                                                                            |                                                                                          |
| Лучшая режиссура                      | • Стивен Спилберг — «Секретное досье»                                                                        |                                                                                          |
| Лучший актёр в драматическом фильме   | | • Гэри Олдмен — «Тёмные времена» (за роль Уинстона Черчилля)                             |
| Лучший актёр в драматическом фильме   | • Тимоти Шаламе — «Зови меня своим именем» (за роль Элио Перлмана)                                           |                                                                                          |
| Лучший актёр в драматическом фильме   | • Дэниел Дэй-Льюис — «Призрачная нить» (за роль Рейнольдса Вудкока)                                          |                                                                                          |
| Лучший актёр в драматическом фильме   | • Том Хэнкс — «Секретное досье» (за роль Бена Брэдли)                                                        |                                                                                          |
| Лучший актёр в драматическом фильме   | • Дензел Вашингтон — «Роман Израэл, Esq.» (англ.) (за роль Романа Дж. Израэля)                               |                                                                                          |
| Лучшая актриса в драматическом фильме | | • Фрэнсис Макдорманд — «Три билборда на границе Эббинга, Миссури» (за роль Милдред Хейз) |
| Лучшая актриса в драматическом фильме | • Джессика Честейн — «Большая игра» (за роль Молли Блум)                                                     |                                                                                          |
| Лучшая актриса в драматическом фильме | • Салли Хокинс — «Форма воды» (за роль Элайзы Эспозито)                                                      |                                                                                          |
| Лучшая актриса в драматическом фильме | • Мерил Стрип — «Секретное досье» (за роль Кэй Грэм)                                                         |                                                                                          |
| Лучшая актриса в драматическом фильме | • Мишель Уильямс — «Все деньги мира» (за роль Гейл Харрис)                                                   |                                                                                          |
| Лучший актёр в комедии или мюзикле    | | • Джеймс Франко — «Горе-творец» (за роль Томми Вайсо)                                    |
| Лучший актёр в комедии или мюзикле    | • Стив Карелл — «Битва полов» (за роль Бобби Риггса)                                                         |                                                                                          |
| Лучший актёр в комедии или мюзикле    | • Энсел Эльгорт — «Малыш на драйве» (за роль «Малыша»)                                                       |                                                                                          |
| Лучший актёр в комедии или мюзикле    | • Хью Джекман — «Величайший шоумен» (за роль Ф. Т. Барнума)                                                  |                                                                                          |
| Лучший актёр в комедии или мюзикле    | • Дэниел Калуя — «Прочь» (за роль Криса Вашингтона)                                                          |                                                                                          |
| Лучшая актриса в комедии или мюзикле  | | • Сирша Ронан — «Леди Бёрд» (за роль Кристин Макферсон)                                  |
| Лучшая актриса в комедии или мюзикле  | • Джуди Денч — «Виктория и Абдул» (за роль королевы Виктории)                                                |                                                                                          |
| Лучшая актриса в комедии или мюзикле  | • Хелен Миррен — «В поисках праздника» (англ.) (за роль Эллы Спенсер)                                        |                                                                                          |
| Лучшая актриса в комедии или мюзикле  | • Марго Робби — «Тоня против всех» (за роль Тони Хардинг)                                                    |                                                                                          |
| Лучшая актриса в комедии или мюзикле  | • Эмма Стоун — «Битва полов» (за роль Билли Джин Кинг)                                                       |                                                                                          |
| Лучший актёр второго плана            | | • Сэм Рокуэлл — «Три билборда на границе Эббинга, Миссури» (за роль Джейсона Диксона)    |
| Лучший актёр второго плана            | • Уиллем Дефо — «Проект „Флорида“» (за роль Бобби Хикса)                                                     |                                                                                          |
| Лучший актёр второго плана            | • Арми Хаммер — «Зови меня своим именем» (за роль Оливера)                                                   |                                                                                          |
| Лучший актёр второго плана            | • Ричард Дженкинс — «Форма воды» (за роль Джайлза)                                                           |                                                                                          |
| Лучший актёр второго плана            | • Кристофер Пламмер — «Все деньги мира» (за роль Дж. Пола Гетти)                                             |                                                                                          |
| Лучшая актриса второго плана          | | • Эллисон Дженни — «Тоня против всех» (за роль Лавоны Голден)                            |
| Лучшая актриса второго плана          | • Мэри Джей Блайдж — «Ферма „Мадбаунд“» (за роль Флоренс Джексон)                                            |                                                                                          |
| Лучшая актриса второго плана          | • Хонг Чау — «Короче» (за роль Гун Цзян)                                                                     |                                                                                          |
| Лучшая актриса второго плана          | • Лори Меткалф — «Леди Бёрд» (за роль Мэрион Макферсон)                                                      |                                                                                          |
| Лучшая актриса второго плана          | • Октавия Спенсер — «Форма воды» (за роль Зельды Фуллер)                                                     |                                                                                          |
| Лучший сценарий                       | | • Мартин Макдонах — «Три билборда на границе Эббинга, Миссури»                           |
| Лучший сценарий                       | • Гильермо дель Торо, Ванесса Тейлор — «Форма воды»                                                          |                                                                                          |
| Лучший сценарий                       | • Грета Гервиг — «Леди Бёрд»                                                                                 |                                                                                          |
| Лучший сценарий                       | • Лиз Ханна, Джош Сингер — «Секретное досье»                                                                 |                                                                                          |
| Лучший сценарий                       | • Аарон Соркин — «Большая игра»                                                                              |                                                                                          |
| Лучшая музыка к фильму                | | • Александр Деспла — «Форма воды»                                                        |
| Лучшая музыка к фильму                | • Картер Бёруэлл — «Три билборда на границе Эббинга, Миссури»                                                |                                                                                          |
| Лучшая музыка к фильму                | • Джонни Гринвуд — «Призрачная нить»                                                                         |                                                                                          |
| Лучшая музыка к фильму                | • Джон Уильямс — «Секретное досье»                                                                           |                                                                                          |
| Лучшая музыка к фильму                | • Ханс Циммер — «Дюнкерк»                                                                                    |                                                                                          |
| Лучшая песня                          | • This Is Me — «Величайший шоумен» — музыка и слова: Бендж Пасек, Джастин Пол                                | • This Is Me — «Величайший шоумен» — музыка и слова: Бендж Пасек, Джастин Пол            |
| Лучшая песня                          | • Home — «Фердинанд» — музыка и слова: Ник Джонас, Джастин Трантер, музыка: Ник Монсон                       |                                                                                          |
| Лучшая песня                          | • Mighty River — «Ферма „Мадбаунд“» — музыка и слова: Рафаэл Садик, — слова: Мэри Джей Блайдж, Таура Стинсон |                                                                                          |
| Лучшая песня                          | • Remember Me — «Тайна Коко» — музыка и слова: Кристен Андерсон-Лопес, Роберт Лопес                          |                                                                                          |
| Лучшая песня                          | • The Star — «Путеводная звезда» — музыка и слова: Мэрайя Кэри, Марк Шэймен                                  |                                                                                          |
| Лучший анимационный фильм             | • Тайна Коко / Coco                                                                                          | • Тайна Коко / Coco                                                                      |
| Лучший анимационный фильм             | • Босс-молокосос / The Boss Baby                                                                             |                                                                                          |
| Лучший анимационный фильм             | • Добытчица / The Breadwinner                                                                                |                                                                                          |
| Лучший анимационный фильм             | • Фердинанд / Ferdinand                                                                                      |                                                                                          |
| Лучший анимационный фильм             | • Ван Гог. С любовью, Винсент / Loving Vincent                                                               |                                                                                          |
| Лучший фильм на иностранном языке     | • На пределе / Aus dem Nichts (Германия, Франция)                                                            | • На пределе / Aus dem Nichts (Германия, Франция)                                        |
| Лучший фильм на иностранном языке     | • Фантастическая женщина / Una mujer fantástica (Чили)                                                       |                                                                                          |
| Лучший фильм на иностранном языке     | • Сначала они убили моего отца / First They Killed My Father (Камбоджа)                                      |                                                                                          |
| Лучший фильм на иностранном языке     | • Нелюбовь (Россия)                                                                                          |                                                                                          |
| Лучший фильм на иностранном языке     | • Квадрат / The Square (Швеция, Германия, Франция)                                                           |                                                                                          |

### Телевизионные категории
Количество наград/номинаций:
- 4/6: «Большая маленькая ложь»
- 0/4: «Вражда: Бетт и Джоан»
- 2/3: «Рассказ служанки»
- 1/3: «Это мы» / «Фарго»
- 2/2: «Удивительная миссис Мейзел»
- 1/2: «Мастер не на все руки»
- 0/2: «Черноватый» / «Корона» / «Грешница» / «SMILF» / «Очень странные дела» / «Уилл и Грейс» / «Лжец, Великий и Ужасный»

| Категории                                                               | Лауреаты и номинанты                                                       | Лауреаты и номинанты                                                             |
| ----------------------------------------------------------------------- | -------------------------------------------------------------------------- | -------------------------------------------------------------------------------- |
| Лучший телевизионный сериал (драма)                                     | • Рассказ служанки / The Handmaid’s Tale                                   | • Рассказ служанки / The Handmaid’s Tale                                         |
| Лучший телевизионный сериал (драма)                                     | • Корона / The Crown                                                       |                                                                                  |
| Лучший телевизионный сериал (драма)                                     | • Игра престолов / Game Of Thrones                                         |                                                                                  |
| Лучший телевизионный сериал (драма)                                     | • Очень странные дела / Stranger Things                                    |                                                                                  |
| Лучший телевизионный сериал (драма)                                     | • Это мы / This Is Us                                                      |                                                                                  |
| Лучший телевизионный сериал (комедия или мюзикл)                        | • Удивительная миссис Мейзел / The Marvelous Mrs. Maisel                   | • Удивительная миссис Мейзел / The Marvelous Mrs. Maisel                         |
| Лучший телевизионный сериал (комедия или мюзикл)                        | • Черноватый / Black-ish                                                   |                                                                                  |
| Лучший телевизионный сериал (комедия или мюзикл)                        | • Мастер не на все руки / Master of None                                   |                                                                                  |
| Лучший телевизионный сериал (комедия или мюзикл)                        | • SMILF                                                                    |                                                                                  |
| Лучший телевизионный сериал (комедия или мюзикл)                        | • Уилл и Грейс / Will & Grace                                              |                                                                                  |
| Лучший мини-сериал или телефильм                                        | • Большая маленькая ложь / Big Little Lies                                 | • Большая маленькая ложь / Big Little Lies                                       |
| Лучший мини-сериал или телефильм                                        | • Фарго / Fargo                                                            |                                                                                  |
| Лучший мини-сериал или телефильм                                        | • Вражда: Бетт и Джоан / Feud: Bette and Joan                              |                                                                                  |
| Лучший мини-сериал или телефильм                                        | • Грешница / The Sinner                                                    |                                                                                  |
| Лучший мини-сериал или телефильм                                        | • Вершина озера: Китайская девушка / Top Of The Lake: China Girl           |                                                                                  |
| Лучший актёр в драматическом телесериале                                |                                                                            | • Стерлинг К. Браун — «Это мы» (за роль Рэндалла Пирсона)                        |
| Лучший актёр в драматическом телесериале                                | • Джейсон Бейтман — «Озарк» (за роль Мартина «Марти» Бирда)                |                                                                                  |
| Лучший актёр в драматическом телесериале                                | • Фредди Хаймор — «Хороший доктор» (за роль д-ра Шона Мёрфи)               |                                                                                  |
| Лучший актёр в драматическом телесериале                                | • Боб Оденкерк — «Лучше звоните Солу» (за роль Джимми Макгилла)            |                                                                                  |
| Лучший актёр в драматическом телесериале                                | • Лев Шрайбер — «Рэй Донован» (за роль Рэймонда «Рэя» Донована)            |                                                                                  |
| Лучшая актриса в драматическом телесериале                              |                                                                            | • Элизабет Мосс — «Рассказ служанки» (за роль Джун Осборн)                       |
| Лучшая актриса в драматическом телесериале                              | • Катрина Балф — «Чужестранка» (за роль Клэр Фрейзер)                      |                                                                                  |
| Лучшая актриса в драматическом телесериале                              | • Клэр Фой — «Корона» (за роль Елизаветы II)                               |                                                                                  |
| Лучшая актриса в драматическом телесериале                              | • Мэгги Джилленхол — «Двойка» (за роль Эйлин «Кэнди» Меррелл)              |                                                                                  |
| Лучшая актриса в драматическом телесериале                              | • Кэтрин Лэнгфорд — «13 причин почему» (за роль Ханны Бейкер)              |                                                                                  |
| Лучший актёр в телесериале (комедия или мюзикл)                         |                                                                            | • Азиз Ансари — «Мастер не на все руки» (за роль Дева Шаха)                      |
| Лучший актёр в телесериале (комедия или мюзикл)                         | • Энтони Андерсон — «Черноватый» (за роль Андре «Дре» Джонсона)            |                                                                                  |
| Лучший актёр в телесериале (комедия или мюзикл)                         | • Кевин Бэйкон — «Я люблю Дика» (за роль Дика)                             |                                                                                  |
| Лучший актёр в телесериале (комедия или мюзикл)                         | • Уильям Х. Мэйси — «Бесстыдники» (за роль Фрэнка Галлагера)               |                                                                                  |
| Лучший актёр в телесериале (комедия или мюзикл)                         | • Эрик Маккормак — «Уилл и Грейс» (за роль Уилла Трумана)                  |                                                                                  |
| Лучшая актриса в телесериале (комедия или мюзикл)                       |                                                                            | • Рэйчел Броснахэн — «Удивительная миссис Мейзел» (за роль Мириам «Мидж» Мейзел) |
| Лучшая актриса в телесериале (комедия или мюзикл)                       | • Памела Эдлон — «Всё к лучшему» (за роль Сэм Фокс)                        |                                                                                  |
| Лучшая актриса в телесериале (комедия или мюзикл)                       | • Элисон Бри — «Блеск» (за роль Рут «Зои-разрушительницы» Уайлдер)         |                                                                                  |
| Лучшая актриса в телесериале (комедия или мюзикл)                       | • Исса Рэй — «Белая ворона» (англ.) (за роль Иссы Ди)                      |                                                                                  |
| Лучшая актриса в телесериале (комедия или мюзикл)                       | • Фрэнки Шоу — «SMILF» (за роль Бриджитт)                                  |                                                                                  |
| Лучший актёр в мини-сериале или телефильме                              |                                                                            | • Юэн Макгрегор — «Фарго» (за роли Эммита Стасси и Рэя Стасси)                   |
| Лучший актёр в мини-сериале или телефильме                              | • Роберт Де Ниро — «Лжец, Великий и Ужасный» (за роль Бернарда Мейдоффа)   |                                                                                  |
| Лучший актёр в мини-сериале или телефильме                              | • Джуд Лоу — «Молодой Папа» (за роль папы Пия XIII (Ленни Белардо))        |                                                                                  |
| Лучший актёр в мини-сериале или телефильме                              | • Кайл Маклахлен — «Твин Пикс» (за роль Дейла Купера / Даги Джонса)        |                                                                                  |
| Лучший актёр в мини-сериале или телефильме                              | • Джеффри Раш — «Гений» (за роль Альберта Эйнштейна)                       |                                                                                  |
| Лучшая актриса в мини-сериале или телефильме                            |                                                                            | • Николь Кидман — «Большая маленькая ложь» (за роль Селесты Райт)                |
| Лучшая актриса в мини-сериале или телефильме                            | • Джессика Бил — «Грешница» (за роль Коры Танетти)                         |                                                                                  |
| Лучшая актриса в мини-сериале или телефильме                            | • Джессика Лэнг — «Вражда: Бетт и Джоан» (за роль Джоан Кроуфорд)          |                                                                                  |
| Лучшая актриса в мини-сериале или телефильме                            | • Сьюзан Сарандон — «Вражда: Бетт и Джоан» (за роль Бетт Дейвис)           |                                                                                  |
| Лучшая актриса в мини-сериале или телефильме                            | • Риз Уизерспун — «Большая маленькая ложь» (за роль Мадлен Марты Маккензи) |                                                                                  |
| Лучший актёр второго плана в телесериале, мини-сериале или телефильме   |                                                                            | • Александр Скарсгард — «Большая маленькая ложь» (за роль Перри Райта)           |
| Лучший актёр второго плана в телесериале, мини-сериале или телефильме   | • Дэвид Харбор — «Очень странные дела» (за роль Джима Хоппера)             |                                                                                  |
| Лучший актёр второго плана в телесериале, мини-сериале или телефильме   | • Альфред Молина — «Вражда: Бетт и Джоан» (за роль Роберта Олдрича)        |                                                                                  |
| Лучший актёр второго плана в телесериале, мини-сериале или телефильме   | • Кристиан Слейтер — «Мистер Робот» (за роль мистера Робота)               |                                                                                  |
| Лучший актёр второго плана в телесериале, мини-сериале или телефильме   | • Дэвид Тьюлис — «Фарго» (за роль В. М. Варги)                             |                                                                                  |
| Лучшая актриса второго плана в телесериале, мини-сериале или телефильме |                                                                            | • Лора Дерн — «Большая маленькая ложь» (за роль Ренаты Клейн)                    |
| Лучшая актриса второго плана в телесериале, мини-сериале или телефильме | • Энн Дауд — «Рассказ служанки» (за роль тётушки Лидии)                    |                                                                                  |
| Лучшая актриса второго плана в телесериале, мини-сериале или телефильме | • Крисси Метц — «Это мы» (за роль Кейт Пирсон)                             |                                                                                  |
| Лучшая актриса второго плана в телесериале, мини-сериале или телефильме | • Мишель Пфайффер — «Лжец, Великий и Ужасный» (за роль Рут Мейдофф)        |                                                                                  |
| Лучшая актриса второго плана в телесериале, мини-сериале или телефильме | • Шейлин Вудли — «Большая маленькая ложь» (за роль Джейн Чапмен)           |                                                                                  |

## Специальные награды
В ноябре 2017 года символический титул «Мисс/Мистер „Золотой глобус“» (который ежегодно присваивается сыну или дочери известного кинематографиста) был переименован в «Посол „Золотого глобуса“» (англ. The Golden Globe Ambassador), по словам президента HFPA Мехер Татны — «чтобы лучше отразить роль и выразить всеохватность, которая всегда была центральной для Голливудской ассоциации иностранной прессы».
| Премия Сесиля Б. Де Милля (Награда за вклад в кинематограф) |  | • Опра Уинфри                                                                           |
| Посол «Золотого глобуса» 2018 (Символический титул)         |  | • Симона Гарсиа Джонсон (англ.) — (дочь актёра Дуэйна Джонсона и продюсера Дэни Гарсиа) |